# Björntjärnen (Ramsjö socken, Hälsingland)
Björntjärnen är en sjö i Ljusdals kommun i Hälsingland och ingår i Delångersåns huvudavrinningsområde. Sjön har en area på 0,147 kvadratkilometer och ligger 446,4 meter över havet.

## Delavrinningsområde
Björntjärnen ingår i det delavrinningsområde (690250-150464) som SMHI kallar för Ovan Djupbäcken. Medelhöjden är 436 meter över havet och ytan är 6,56 kvadratkilometer. Det finns inga avrinningsområden uppströms utan avrinningsområdet är högsta punkten. Vattendraget som avvattnar avrinningsområdet har biflödesordning 3, vilket innebär att vattnet flödar genom totalt 3 vattendrag innan det når havet efter 131 kilometer. Avrinningsområdet består mestadels av skog (97 procent). Avrinningsområdet har 0,21 kvadratkilometer vattenytor vilket ger det en sjöprocent på 3,2 procent.